# Arconte epónimo
El arconte epónimo (en griego: ἄρχων ἐπώνυμος árkhōn epṓnymos; o también ὁ ἄρχων ho árkhōn, literalmente «el arconte», sin mayor precisión) tenía a su cargo la administración civil y la jurisdicción pública según la constitución ateniense. Arconte (ἄρχων, plural ἄρχοντες) significa literalmente «gobernante» o «señor», proviene de la raíz ἀρχή (arkhé o arjé) que implica «principio, poder, gobierno, imperio» y el sufijo -της (-tes) que se refiere a un agente, a quien realiza una acción. Mientras que epónimo implica que daba el nombre al año en que ocupaba el cargo, de forma similar a los cónsules romanos.
Era el tutor de las viudas y los huérfanos y supervisaba los litigios familiares. También se ocupaba del teatro, nombrando mecenas y ganadores de tetralogías. Inicialmente, el cargo era vitalicio, pasando a estar limitado a diez años y luego a ser anual.

## Listado de arcontes atenienses
A continuación se listan los arcontes epónimos de Atenas. Los años que se mencionan como anarquía significa que no hubo arconte. Hay varias reconstrucciones de listas contradictorias; las fuentes de esta lista se dan al final. Nótese que el mandato de un arconte abarcaba dos de nuestros años, comenzando en la primavera o verano y continuando hasta la primavera o verano siguientes.

### Arcontes vitalicios (medóntidas)
Al principio, los arcontes tenían cargos vitalicios y eran descendientes de Medonte, hijo de Codro, último rey ateniense. En la práctica tenían los mismos poderes que los reyes de antaño. Todas las fechas son antes de Cristo.
| Medóntidas      |           |           |                                                           |
| Gobierno        | Arconte   | En griego | Comentarios                                               |
| 1070/69-1049/48 | Medonte   | Μέδων     | Hijo de Codro.                                            |
| 1049/48-1013/12 | Acasto    | Ἄκαστος   | Hijo de Medonte.                                          |
| 1013/12-994/93  | Arquipo   | Ἄρχιππος  | Hijo de Acasto.                                           |
| 994/93-953/52   | Tersipo   | Θέρσιππος | Hijo de Arquipo.                                          |
| 953/52-922/21   | Forbas    | Φόρβας    | Hijo de Tersipo.                                          |
| 922/21-892/91   | Megacles  | Μεγακλῆς  | Hijo de Forbas.                                           |
| 892/91-864/63   | Diogneto  | Διόγνητος | Hijo de Megacles.                                         |
| 864/63-845/44   | Ferecles  | Φερεκλῆς  | Hijo de Diogneto. Homero escribe la Odisea y la Iliada.   |
| 845/44-825/24   | Arifrón   | Ἀρίφρων   | Hijo de Feracles.                                         |
| 825/24-798/97   | Tespios   | Θεσπιεύς  | Hijo de Arifrón.                                          |
| 798/97-778/77   | Agaméstor | Ἀγαμήστωρ | Hijo de Tespios.                                          |
| 778/77-756/55   | Esquilo   | Αἰσχύλος  | Hijo de Agaméstor. Primeros Juegos Olímpicos.             |
| 755/54-754/53   | Alcmeón   | Ἀλκμαίων  | Hijo de Esquilo. Decide que los mandatos sean de 10 años. |

### Arcontes decenales
En el 753 a. C., el arcontado vitalicio fue limitado a diez años. El listado es el siguiente:
| Arcontes decenales |           |           |
| Gobierno           | Arconte   | En griego |
| 753/2-743/2 a. C.  | Carops    | Χάρωψ     |
| 743/2-733/2 a. C.  | Esímides  | Αἰσιμέδες |
| 733/2-723/2 a. C.  | Clídico   | Κλειδικός |
| 723/2-713/2 a. C.  | Hipómenes | Ἱππομένης |
| 713/2-703/2 a. C.  | Leócrates | Λεωκράτης |
| 703/2-693/2 a. C.  | Apsandro  | Ἄψανδρος  |
| 693/2-683/2 a. C.  | Erixias   | Ερεξιος   |

### Arcontes anuales
A partir del 683 a. C., el arcontado fue limitado a un año. Los arcontes eran elegidos entre los areopagitas.
| Arcontes anuales          |                                          | |
| Mandato                   | Arconte epónimo                          | Comentarios |
| 682-681 a. C.             | Creonte                                  | |
| 681-680 a. C.             | Lisiades                                 | |
| 680-679 a. C.             | Tlesias                                  | |
| 679-671 a. C.             | Desconocidos                             | |
| 671-670 a. C.             | Leóstrato                                | |
| 670-669 a. C.             | Desconocido                              | |
| 669-668 a. C.             | Pisístrato                               | |
| 668-667 a. C.             | Autóstenes                               | |
| 667-664 a. C.             | Desconocidos                             | |
| 664-663 a. C.             | Milcíades                                | |
| 663-659 a. C.             | Desconocidos                             | |
| 659-658 a. C.             | Milcíades                                | |
| 658-645 a. C.             | Desconocidos                             | |
| 645-644 a. C.             | Drópides                                 | |
| 644-639 a. C.             | Desconocidos                             | |
| 639-638 a. C.             | Damasias                                 | |
| 638-634 a. C.             | Desconocidos                             | |
| 634-633 a. C.             | Epaeneto                                 | |
| 633-632 a. C.             | Desconocido                              | |
| 632-631 a. C.             | Megacles                                 | Cilón intenta convertirse en tirano.                                                                                                   |
| 631-624 a. C.             | Desconocidos                             | |
| 624-623 a. C.             | Aristecmo                                | |
| 623-621 a. C.             | Desconocidos                             | |
| 621-620 a. C.             | Dracón                                   | Dracón reforma el código legal. |
| 620-615 a. C.             | Desconocidos                             | |
| 615-614 a. C.             | Henióquides                              | |
| 614-605 a. C.             | Desconocidos                             | |
| 605-604 a. C.             | Aristocles                               | |
| 604-600 a. C.             | Desconocidos                             | |
| 600-599 a. C.             | Critias                                  | |
| 599-597 a. C.             | Desconocidos                             | |
| 597-596 a. C.             | Cipselo                                  | |
| 596-595 a. C.             | Telecles                                 | |
| 595-594 a. C.             | Filombroto                               | |
| 594-593 a. C.             | Solón                                    | Solón reforma el código de Dracón y abandona Atenas, siguiendo a continuación un período de arcontes débiles y anarquía.               |
| 593-592 a. C.             | Dropides                                 | |
| 592-591 a. C.             | Eucrates                                 | |
| 591-590 a. C.             | Simón                                    | |
| 590-589 a. C.             | Anarquía                                 | |
| 589-588 a. C.             | Formión                                  | |
| 588-587 a. C.             | Filipo                                   | |
| 587-586 a. C.             | Desconocido                              | |
| 586-585 a. C.             | Anarquía                                 | |
| 585-582 a. C.             | Desconocidos                             | |
| 582-581 a. C.             | Damasias                                 | |
| 581-580 a. C.             | Damasias                                 | Damasias es expulsado durante su segundo mandato.                                                                                      |
| 580-579 a. C.             | Anarquía                                 | Arcontado asumido por un comité de 10 hombres.                                                                                         |
| 579-578 a. C.             | Anarquía                                 | |
| 578-577 a. C.             | Desconocido                              | |
| 577-576 a. C.             | Arquestrátidas                           | |
| 576-570 a. C.             | Desconocidos                             | |
| 570-569 a. C.             | Aristomenes                              | |
| 569-566 a. C.             | Desconocidos                             | |
| 566-565 a. C.             | Hipoclides                               | |
| 565-561 a. C.             | Desconocidos                             | |
| 561-560 a. C.             | Comias                                   | Pisístrato se convierte en tirano. |
| 560-559 a. C.             | Hegéstrato                               | Muere Solón. |
| 559-558 a. C.             | Hegesias                                 | |
| 559-556 a. C.             | Desconocidos                             | |
| 556-555 a. C.             | Hegesias                                 | Pisístrato es expulsado pero regresa y vuelve a convertirse en tirano.                                                                 |
| 555-554 a. C.             | Eutidemo                                 | |
| 554-548 a. C.             | Desconocidos                             | Pisístrato expulsado en torno al 550 a. C.                                                                                             |
| 548-547 a. C.             | Erxíclides                               | |
| 547-546 a. C.             | Tespio                                   | Pisístrato, tirano nuevamente. |
| 546-545 a. C.             | Formión                                  | |
| 545-535 a. C.             | Desconocidos                             | |
| 536-535 a. C.             | Frineo                                   | |
| 535-533 a. C.             | Desconocidos                             | |
| 533-532 a. C.             | Tericles                                 | |
| 532-528 a. C.             | Desconocidos                             | |
| 528-527 a. C.             | Filoneo                                  | Hipias e Hiparco suceden a Pisístrato como tiranos                                                                                     |
| 527-526 a. C.             | Onetórides                               | |
| 526-525 a. C.             | Hipias                                   | |
| 525-524 a. C.             | Clístenes                                | |
| 524-523 a. C.             | Milcíades                                | |
| 523-522 a. C.             | Calíades                                 | |
| 522-521 a. C.             | Pisístrato                               | Posible hijo de Hipias |
| 521-518 a. C.             | Desconocidos                             | |
| 518-517 a. C.             | Hebrón                                   | |
| 517-511 a. C.             | Desconocidos                             | Hiparco es asesinado hacia el 514 a. C.                                                                                                |
| 511-510 a. C.             | Harpáctides                              | Hipias es derrocado, se restablece la democracia                                                                                       |
| 510-509 a. C.             | Escamandrio                              | |
| 509-508 a. C.             | Liságoras                                | |
| 508-507 a. C.             | Iságoras                                 | Clístenes pugna con Iságoras por el arcontado, pero es expulsado por el rey Cleómenes I de Esparta                                     |
| 507-506 a. C.             | Alcmeón                                  | |
| 506-504 a. C.             | Desconocidos                             | |
| 504-503 a. C.             | Acestórides                              | |
| 503-501 a. C.             | Desconocidos                             | |
| 501-500 a. C.             | Hermocreonte                             | |
| 500-499 a. C.             | Esmiro                                   | |
| 499-498 a. C.             | Lacrátides                               | |
| 498-497 a. C.             | Desconocido                              | |
| 497-496 a. C.             | Arquias                                  | |
| 496-495 a. C.             | Hiparco                                  | |
| 495-494 a. C.             | Filipo                                   | |
| 494-493 a. C.             | Pitócrito                                | |
| 493-492 a. C.             | Temístocles                              | Temístocles comienza la construcción de la armada ateniense.                                                                           |
| 492-491 a. C.             | Diogneto                                 | |
| 491-490 a. C.             | Hibrílides                               | |
| 490-489 a. C.             | Fenipo                                   | Batalla de Maratón; Estesileo, Calímaco y Milcíades el Joven son estrategos.                                                           |
| 489-488 a. C.             | Arístides                                | |
| 488-487 a. C.             | Anquises                                 | |
| 487-486 a. C.             | Telesino                                 | |
| 486-485 a. C.             | Ceures                                   | |
| 485-484 a. C.             | Filócrates                               | |
| 484-483 a. C.             | Leostrato                                | |
| 483-482 a. C.             | Nicodemo                                 | |
| 482-481 a. C.             | Desconocido                              | |
| 481-480 a. C.             | Hipsíquides                              | |
| 480-479 a. C.             | Calíades                                 | Batalla de Salamina; Arístides y Temístocles son estrategos.                                                                           |
| 479-478 a. C.             | Jantipo                                  | Batalla de Platea; Arístides es estratego                                                                                              |
| 478-477 a. C.             | Timóstenes                               | |
| 477-476 a. C.             | Adimanto                                 | |
| 476-475 a. C.             | Fedón                                    | |
| 475-474 a. C.             | Dromoclides                              | |
| 474-473 a. C.             | Acestorides                              | |
| 473-472 a. C.             | Menon                                    | |
| 472-471 a. C.             | Cares                                    | |
| 471-470 a. C.             | Praxiergo                                | |
| 470-469 a. C.             | Demotion                                 | |
| 469-468 a. C.             | Apsefión                                 | |
| 468-467 a. C.             | Teagenides                               | |
| 467-466 a. C.             | Lisístrato                               | |
| 466-465 a. C.             | Lisanias                                 | |
| 465-464 a. C.             | Lisiteo                                  | Sófanes es estratego. |
| 464-463 a. C.             | Arquedemides                             | |
| 463-462 a. C.             | Tlepólemo                                | Cimón es estratego. |
| 462-461 a. C.             | Conón                                    | Efialtes reforma el Areópago y es asesinado.                                                                                           |
| 461-460 a. C.             | Eutipo                                   | |
| 460-459 a. C.             | Frasicles                                | Comienza la primera guerra del Peloponeso con Esparta.                                                                                 |
| 459-458 a. C.             | Filocles                                 | Frínico, Diceógenes e Hipodamas son estrategos.                                                                                        |
| 458-457 a. C.             | Habron                                   | |
| 457-456 a. C.             | Mnesitides                               | |
| 456-455 a. C.             | Calias                                   | |
| 455-454 a. C.             | Sosístrato                               | |
| 454-453 a. C.             | Aristón                                  | |
| 453-452 a. C.             | Lisícrates                               | |
| 452-451 a. C.             | Ceréfanes                                | |
| 451-450 a. C.             | Antídoto                                 | Anaxicrates y Cimón son estrategos. |
| 450-449 a. C.             | Eutidemo                                 | |
| 449-448 a. C.             | Pedieo                                   | |
| 448 a. C.-447 a. C.       | Filisco                                  | Pericles, Tólmides y Epiteles son estrategos; la Paz de Calias da fin a las guerras médicas.                                           |
| 447-446 a. C.             | Timárquides                              | |
| 446-445 a. C.             | Calímaco                                 | |
| 445-444 a. C.             | Lisimáquides                             | Paz entre Atenas y Esparta. |
| 444-443 a. C.             | Praxíteles                               | |
| 443-442 a. C.             | Lisanias                                 | Pericles es estratego. |
| 442-441 a. C.             | Difilo                                   | Pericles es estratego. |
| 441-440 a. C.             | Timocles                                 | Pericles y Glaucón son estrategos. |
| 440-439 a. C.             | Moríquides                               | Pericles es estratego. |
| 439-438 a. C.             | Glaucino                                 | Pericles es estratego. |
| 438-437 a. C.             | Teodoro                                  | Pericles es estratego. |
| 437-436 a. C.             | Eutímenes                                | Pericles es estratego. |
| 436-435 a. C.             | Lisímaco                                 | Pericles es estratego. |
| 435-434 a. C.             | Antióquides                              | Pericles es estratego. |
| 434-433 a. C.             | Crates                                   | Pericles es estratego. |
| 433-432 a. C.             | Apseudes                                 | Pericles, Lacedemonio, Diótimo y Proteas son estrategos.                                                                               |
| 432-431 a. C.             | Pitodoro                                 | Comienza la guerra del Peloponeso; Pericles y Calias son estrategos.                                                                   |
| 431-430 a. C.             | Eutidemo                                 | Pericles es estratego. |
| 430-429 a. C.             | Apolodoro                                | Pericles muere; Jenofonte, Hestiodoro, Calíades, Melesandro y Fanómaco son estrategos.                                                 |
| 429-428 a. C.             | Epameinon                                | Formión es estratego. |
| 428-427 a. C.             | Diotimo                                  | Demóstenes, Asopio, Paques, Cleidipes, y Lisicles son estrategos.                                                                      |
| 427-426 a. C.             | Eucles                                   | Nicias, Caroiades y Procles son estrategos                                                                                             |
| 426-425 a. C.             | Eutino                                   | Laques e Hipócrates son estrategos. |
| 425-424 a. C.             | Estratocles                              | Nicias, Eurimedonte, Pitodoro, y Sófocles son estrategos.                                                                              |
| 424-423 a. C.             | Isarco                                   | Demóstenes, Cleón, Tucídides e Hipócrates son estrategos.                                                                              |
| 423-422 a. C.             | Aminias                                  | Cleón es estratego. |
| 422-421 a. C.             | Alceo                                    | Cleón es estratego. |
| 421-420 a. C.             | Aristión                                 | |
| 420-419 a. C.             | Astifilo                                 | Alcibíades es estratego. |
| 419-418 a. C.             | Arquias                                  | |
| 418-417 a. C.             | Antifón                                  | Laques y Nicóstrato son estrategos. |
| 417-416 a. C.             | Eufemo                                   | Comienzo de la expedición a Sicilia.                                                                                                   |
| 416-415 a. C.             | Arimnesto                                | Nicias, Alcibiades, y Lámaco son estrategos.                                                                                           |
| 415-414 a. C.             | Carias                                   | Alcibíades es estratego. |
| 414-413 a. C.             | Tisandro                                 | Lámaco es estratego. |
| 413-412 a. C.             | Cleócrito                                | Eurimedonte, Demóstenes y Nicias son estrategos; los dos últimos son ejecutados en Sicilia tras el fracaso de la expedición a Sicilia. |
| 412-411 a. C.             | Calias Escambónides                      | |
| 411-410 a. C.             | Mnasíloco (muerto) Teopompo              | Símico y Aristarco son estrategos. |
| 410-409 a. C.             | Glaucipo                                 | |
| 409-408 a. C.             | Diocles                                  | Ánito es estratego. |
| 408-407 a. C.             | Euctemón                                 | |
| 407-406 a. C.             | Antígenes                                | Alcibíades, Adimanto y Aristócrates son estrategos.                                                                                    |
| 406-405 a. C.             | Calias Angelides                         | Arquéstrato, Trasilo, Pericles el Joven, Lisias, Diomedonte, Aristócrates, Erasínides, Protómaco, y Aristógenes son estrategos.        |
| 405-404 a. C.             | Alexias                                  | Adimanto de Atenas, Eucrates, Filocles, Menandro, Tideo y Cefisodoto son estrategos.                                                   |
| 404-403 a. C.             | Pitodoro                                 | Esparta establece la oligarquía de los Treinta Tiranos; Pitodoro no reconocido como arconte epónimo.                                   |
| 403-402 a. C.             | Euclides                                 | Los Treinta Tiranos son expulsados y se restablece la democracia                                                                       |
| 402-401 a. C.             | Micon                                    | |
| 401-400 a. C.             | Xeneneto                                 | |
| 400-399 a. C.             | Laques                                   | |
| 399-398 a. C.             | Aristócrates                             | Juicio y ejecución de Sócrates. |
| 398-397 a. C.             | Euticles                                 | |
| 397-396 a. C.             | Souniades                                | |
| 396-395 a. C.             | Formión                                  | |
| 395-394 a. C.             | Diofando                                 | Atenas entra en la Guerra Corintia contra Esparta.                                                                                     |
| 394-393 a. C.             | Ebulides                                 | |
| 393-392 a. C.             | Demóstrato                               | Adimanto es estratego. |
| 392-391 a. C.             | Filocles                                 | |
| 391-390 a. C.             | Nicoteles                                | |
| 390-389 a. C.             | Demóstrato                               | Trasíbulo y Ergocles son estrategos.                                                                                                   |
| 389-388 a. C.             | Antípatro                                | Agirrio y Pánfilo son estrategos. |
| 388-387 a. C.             | Pirgión                                  | Trasíbulo y Dionisio son estrategos.                                                                                                   |
| 387-386 a. C.             | Teódoto                                  | |
| 386-385 a. C.             | Mistíquides                              | La Guerra Corintia termina con la Paz de Antálcidas.                                                                                   |
| 385-384 a. C.             | Dexiteo                                  | |
| 384-383 a. C.             | Dietrefes                                | |
| 383-382 a. C.             | Fanóstrato                               | |
| 382-381 a. C.             | Evandro                                  | |
| 381-380 a. C.             | Demófilo                                 | |
| 380-379 a. C.             | Piteas                                   | |
| 379-378 a. C.             | Nicon                                    | Se reanuda la guerra contra Esparta.                                                                                                   |
| 378-377 a. C.             | Nausinico                                | |
| 377-376 a. C.             | Calleas                                  | |
| 376-375 a. C.             | Carisandro                               | Cedon es estratego. |
| 375-374 a. C.             | Hipodamas                                | |
| 374-373 a. C.             | Socratides                               | |
| 373-372 a. C.             | Asteio                                   | Ifícrates, Calístrato, Cabrias y Timoteo son estrategos.                                                                               |
| 372-371 a. C.             | Alcístenes                               | |
| 371-370 a. C.             | Frasicleides                             | Paz con Esparta. Los espartanos son derrotados por los tebanos en la batalla de Leuctra.                                               |
| 370-369 a. C.             | Discinito                                | |
| 369-368 a. C.             | Lisístrato                               | |
| 368-367 a. C.             | Nausigenes                               | |
| 367-366 a. C.             | Policelo                                 | |
| 366-365 a. C.             | Cifisodoro                               | Cabrias es estratego. |
| 365-364 a. C.             | Quión                                    | Ifícrates es estratego. |
| 364-363 a. C.             | Timócrates                               | |
| 363-362 a. C.             | Caríclides                               | Ergófilo y Calístenes son estrategos.                                                                                                  |
| 362-361 a. C.             | Molon                                    | Leóstenes y Autocles son estrategos; Atenas y Esparta son derrotadas por los tebanos en la Batalla de Mantinea.                        |
| 361-360 a. C.             | Nicofemo                                 | Timómaco es estratego. |
| 360-359 a. C.             | Calimides                                | Menón, Timoteo, y Cefisodoto son estrategos.                                                                                           |
| 359-358 a. C.             | Eucaristo                                | |
| 358-357 a. C.             | Cifisodoto                               | |
| 357-356 a. C.             | Agatocles                                | Cabrias es estratego. |
| 356-355 a. C.             | Elpines                                  | Ifícrates, Timoteo, y Menesteo son estrategos.                                                                                         |
| 355-354 a. C.             | Calístrato                               | |
| 354-353 a. C.             | Diotemo                                  | |
| 353-352 a. C.             | Tudemo                                   | |
| 352-351 a. C.             | Aristodemo                               | |
| 351-350 a. C.             | Theellus                                 | Teógenes es basileus (probablemente).                                                                                                  |
| 350-349 a. C.             | Apolodoro                                | |
| 349-348 a. C.             | Calímaco                                 | Hegesileo es estratego. |
| 348-347 a. C.             | Teófilo                                  | |
| 347-346 a. C.             | Temístocles                              | Proxeno es estratego. |
| 346-345 a. C.             | Arquias                                  | |
| 345-344 a. C.             | Ebulo                                    | |
| 344-343 a. C.             | Licisco                                  | Foción es estratego. |
| 343-342 a. C.             | Pitodoto                                 | |
| 342-341 a. C.             | Sosígenes                                | |
| 341-340 a. C.             | Nicómaco                                 | |
| 340-339 a. C.             | Teofrasto                                | Foción es estratego. |
| 339-338 a. C.             | Lisimáquides                             | Foción, estratego, es derrotado por Filipo II de Macedonia.                                                                            |
| 338-337 a. C.             | Jerondas                                 | Lisicles es estratego. |
| 337-336 a. C.             | Frínico                                  | |
| 336-335 a. C.             | Pitodilo                                 | |
| 335-334 a. C.             | Eveneto                                  | |
| 334-333 a. C.             | Ctisicles                                | |
| 333-332 a. C.             | Nicócrates                               | |
| 332-331 a. C.             | Nicites                                  | |
| 331-330 a. C.             | Aristófanes                              | |
| 330-329 a. C.             | Aristofon                                | |
| 329-328 a. C.             | Cifisofón                                | |
| 328-327 a. C.             | Eutícrito                                | |
| 327-326 a. C.             | Hegemón                                  | |
| 326-325 a. C.             | Cremes                                   | |
| 325-324 a. C.             | Andicles                                 | Filocles es estratego. |
| 324-323 a. C.             | Hegesias                                 | |
| 323-322 a. C.             | Cifisodoro                               | Foción y Leóstenes son estrategos; la Guerra Lamiaca con Macedonia estalla a la muerte de Alejandro Magno.                             |
| 322-321 a. C.             | Filocles                                 | |
| 321-320 a. C.             | Arquipo                                  | |
| 320-319 a. C.             | Neacmo                                   | |
| 319-318 a. C.             | Apolodoro                                | |
| 318-317 a. C.             | Arquipo                                  | |
| 317-316 a. C.             | Demógenes                                | Demetrio de Falero es instalado como gobernador por el regente macedonio Casandro.                                                     |
| 316-315 a. C.             | Democlides                               | |
| 315-314 a. C.             | Praxíbulo                                | |
| 314-313 a. C.             | Nicodoro                                 | |
| 313-312 a. C.             | Teofrasto                                | |
| 312-311 a. C.             | Polemón                                  | |
| 311-310 a. C.             | Simónides                                | |
| 310-309 a. C.             | Hieromnemón                              | |
| 309-308 a. C.             | Demetrio                                 | |
| 308-307 a. C.             | Carino                                   | |
| 307-306 a. C.             | Anaxícrates                              | Lisias es tesmotete; Demetrio de Falero es expulsado cuando Demetrio I Poliorcetes arrebata la ciudad a Casandro.                      |
| 306-305 a. C.             | Corebo                                   | Pánfilo es tesmotete. |
| 305-304 a. C.             | Euxenipo                                 | Autólico es tesmotete. |
| 304-303 a. C.             | Ferecles                                 | Epicarino es tesmotete. |
| 303-302 a. C.             | Leóstrato                                | Diofanto es tesmotete. |
| 302-301 a. C.             | Nicocles                                 | Nicon es tesmotete. |
| 301-300 a. C.             | Clearco                                  | Mnesarco es tesmotete. |
| 300-299 a. C.             | Hegémaco                                 | Lácares es nombrado tirano. |
| 299-298 a. C.             | Euctemon                                 | Teófilo es tesmotete. |
| 298-297 a. C.             | Mnesidemo                                | |
| 297-296 a. C.             | Antífates                                | |
| 296-295 a. C.             | Nicias                                   | Antícrates es tesmotete. |
| 295-294 a. C.             | Nicóstrato                               | Doroteo es tesmotete. |
| 294-293 a. C.             | Olimpiodoro                              | Trasicles es tesmotete. Lácares es expulsado de la ciudad.                                                                             |
| 293-292 a. C.             | Olimpiodoro                              | Epicuro es tesmotete. |
| 292-291 a. C.             | Filipo                                   | |
| 291-290 a. C.             | Cimón                                    | |
| 290-289 a. C.             | Aristónimo                               | |
| 289-288 a. C.             | Carino (?)                               | |
| 288-287 a. C.             | Jenofonte (?)                            | |
| 287-286 a. C.             | Diocles                                  | Jenofonte es tesmotete. |
| 286-285 a. C.             | Diotimo                                  | Lisístrato es tesmotete. |
| 285-284 a. C.             | Iseso                                    | |
| 284-283 a. C.             | Eutio                                    | Nausimenes es tesmotete. |
| 283-282 a. C.             | Nicias                                   | Teófilo es tesmotete. |
| 282-281 a. C.             | Ourio                                    | Euxeno es tesmotete. |
| 281-280 a. C.             | Gorgias                                  | |
| 280-279 a. C.             | Sosístrato (?)                           | |
| 279-278 a. C.             | Anaxícrates                              | |
| 278-277 a. C.             | Democles                                 | |
| 277-276 a. C.             | Euboulo (?)                              | |
| 276-275 a. C.             | Olbio                                    | Cidias es tesmotete. |
| 275-274 a. C.             | Filípides (?)                            | |
| 274-273 a. C.             | Glaucipo                                 | Eutonio es tesmotete. |
| 273-272 a. C.             | Desconocido                              | |
| 272-271 a. C.             | Telocles (?)                             | |
| 271-270 a. C.             | Pitárato                                 | |
| 270-269 a. C.             | Peitidemo                                | Cleigenes es tesmotete. |
| 269-268 a. C.             | Diogeiton                                | Teódoto es tesmotete. |
| 268-267 a. C.             | Menecles                                 | Teodoro es tesmotete. |
| 267-266 a. C.             | Nicias                                   | Isócrates es tesmotete; comienza la Guerra de Cremónides contra Macedonia.                                                             |
| 266-265 a. C.             | Hagnias (?)                              | Potamon es tesmotete. |
| 265-264 a. C.             | Filócrates                               | Hegesipo es tesmotete. |
| 264-263 a. C.             | Diogneto                                 | |
| 263-262 a. C.             | Antípatro                                | |
| 262-261 a. C.             | Arreneides                               | |
| 261-260 a. C.             | Cleómaco                                 | Aftoneto es tesmotete; Atenas es capturada por Antígono II Gónatas, terminando así la Guerra de Cremónides.                            |
| 260-259 a. C.             | Polístrato (?)                           | |
| 259-258 a. C.             | desconocido                              | |
| 258-257 a. C.             | Antifón (?)                              | |
| 257-256 a. C.             | Timócares (?)                            | Sóstrato es tesmotete. |
| 256-255 a. C.             | Alcibíades (?)                           | |
| 255-254 a. C.             | Euboulo                                  | |
| 254-253 a. C.             | Filóstrato (?)                           | |
| 253-252 a. C.             | Lisitides (?)                            | |
| 252-251 a. C.             | Liceas (?)                               | |
| 251-250 a. C.             | Calímedes                                | Calias es tesmotete. |
| 250-249 a. C.             | Antímaco                                 | |
| 249-248 a. C.             | Tersíloco                                | Diodoto es tesmotete. |
| 248-247 a. C.             | Polieucto                                | Querefón es tesmotete. |
| 247-246 a. C.             | Hieron                                   | Fenilo es tesmotete. |
| 246-245 a. C.             | Diomedon                                 | Foríscides es tesmotete. |
| 245-244 a. C.             | Theofemus                                | Procles es tesmotete. |
| 244-243 a. C.             | Filoneo                                  | |
| 243-242 a. C.             | Cidenor                                  | |
| 242-241 a. C.             | Euriclides                               | |
| 241-240 a. C.             | Lisiades                                 | Aristómaco es tesmotete. |
| 240-239 a. C.             | Atenodoro                                | Arceto es tesmotete. |
| 239-238 a. C.             | Lisias                                   | |
| 238-237 a. C.             | Feidostrato                              | |
| 237-236 a. C.             | Cimon                                    | |
| 236-235 a. C.             | Ecfanto                                  | |
| 235-234 a. C.             | Lisanias                                 | Eumelo es tesmotete. |
| 234-233 a. C.             | Fanostrato (?)                           | |
| 233-232 a. C.             | desconocido                              | |
| 232-231 a. C.             | Jason                                    | |
| 231-230 a. C.             | desconocido                              | |
| 230-229 a. C.             | Fanomaco (?)                             | |
| 229-228 a. C.             | Heliodoro                                | Carias es tesmotete. |
| 228-227 a. C.             | Leochares                                | Teocrisio es tesmotete. |
| 227-226 a. C.             | Teófilo                                  | Filipo es tesmotete. |
| 226-225 a. C.             | Ergocares                                | Zoilo es tesmotete. |
| 225-224 a. C.             | Nicetes                                  | |
| 224-223 a. C.             | Antifilo                                 | |
| 223-222 a. C.             | Desconocido                              | |
| 222-221 a. C.             | Arquelao                                 | Mosco es tesmotete. |
| 221-220 a. C.             | Trasifón                                 | |
| 220-219 a. C.             | Menecrates                               | |
| 219-218 a. C.             | Querefon                                 | |
| 218-217 a. C.             | Calímaco (?)                             | Aristotéles es tesmotete. |
| 217-216 a. C.             | Desconocido                              | |
| 216-215 a. C.             | Hagnias                                  | |
| 215-214 a. C.             | Diocles                                  | Aristófanes es tesmotete. |
| 214-213 a. C.             | Eufileto                                 | |
| 213-212 a. C.             | Heracleito                               | |
| 212-211 a. C.             | Filino (?)                               | |
| 211-210 a. C.             | Escrón                                   | |
| 210-209 a. C.             | Desconocido                              | |
| 210-209 a. C.             | Calescro                                 | Arquicles es tesmotete. |
| 208-207 a. C.             | Ancilo (?)                               | |
| 207-206 a. C.             | Pantiades (?)                            | |
| 206-205 a. C.             | Calístrato (?)                           | Hagnónides es tesmotete. |
| 205-204 a. C.             | Euandro (?)                              | |
| 204-203 a. C.             | Apolodoro                                | |
| 203-202 a. C.             | Proxenides                               | Euboulo es tesmotete. |
| 202-201 a. C.             | Eutícrito (?)                            | |
| 201-200 a. C.             | Nicofon (?)                              | |
| 200-199 a. C.             | Dionisio (?)                             | |
| 199-198 a. C.             | Filón (?)                                | |
| 198-197 a. C.             | Diodoto                                  | |
| 197-196 a. C.             | Sositeles                                | |
| 196-195 a. C.             | Caricles                                 | Escrion es tesmotete. |
| 195-193 a. C.             | Desconocido                              | |
| 193-192 a. C.             | Fanarquides                              | |
| 192-191 a. C.             | Diodoto                                  | Procles es tesmotete. |
| 191-190 a. C.             | desconocido                              | Cefalo es tesmotete. |
| 190-189 a. C.             | Hipias (?)                               | Teodosio es posiblemente tesmotete. |
| 189-188 a. C.             | Isócrates (?)                            | |
| 188-187 a. C.             | Símaco                                   | Archicles es tesmotete. |
| 187-186 a. C.             | Teóxeno                                  | Bioteles es posiblemente un tesmotete.                                                                                                 |
| 186-185 a. C.             | Zopiro                                   | Megaristo es tesmotete. |
| 185-184 a. C.             | Eupolemo                                 | Estratonico es tesmotete. |
| 184-183 a. C.             | Sosigenes (?)                            | |
| 183-182 a. C.             | Hermogenes                               | |
| 182-181 a. C.             | Timesianax                               | |
| 181-180 a. C.             | Telesarquides                            | |
| 180-179 a. C.             | Dionisio (?)                             | Jason es tesmotete. |
| 179-178 a. C.             | Menedemo                                 | |
| 178-177 a. C.             | Filón                                    | Filistion es tesmotete. |
| 177-176 a. C.             | Speoipo                                  | |
| 176-175 a. C.             | Hippaco                                  | |
| 175-174 a. C.             | Sonico                                   | Pausanias es tesmotete. |
| 174-173 a. C.             | Desconocido                              | |
| 173-172 a. C.             | Alejandro (?)                            | |
| 172-171 a. C.             | Sosigenes                                | |
| 171-170 a. C.             | Antigenes                                | Sosandro es tesmotete. |
| 170-169 a. C.             | Desconocido                              | |
| 169-168 a. C.             | Eunico                                   | Hieronymo es tesmotete. |
| 168-167 a. C.             | Jenocles                                 | Estenedemo es tesmotete. |
| 167-166 a. C.             | Nicóstenes (?)                           | |
| 166-165 a. C.             | Aqueo                                    | Heracleon es tesmotete. |
| 165-164 a. C.             | Pelops                                   | Dionisicles es tesmotete. |
| 164-163 a. C.             | Carias (?)                               | |
| 163-162 a. C.             | Erasto                                   | Demetrio es tesmotete. |
| 162-161 a. C.             | Poseidonio                               | |
| 161-160 a. C.             | Aristolas                                | |
| 160-159 a. C.             | Ticandro                                 | Sosigenes es tesmotete. |
| 159-158 a. C.             | Diocles (?)                              | Dionisodoro es tesmotete. |
| 158-157 a. C.             | Aristecmo                                | |
| 157-156 a. C.             | Antesterio                               | |
| 156-155 a. C.             | Calístrato                               | |
| 155-154 a. C.             | Mnesteo                                  | Filisco es tesmotete. |
| 154-153 a. C.             | Epaeneto (?)                             | |
| 153-152 a. C.             | Aristofanto (?)                          | |
| 152-151 a. C.             | Faedrias (?)                             | |
| 151-150 a. C.             | Andreas (?)                              | |
| 150-149 a. C.             | Zeleuco (?)                              | |
| 149-148 a. C.             | Micion (?)                               | |
| 148-147 a. C.             | Lisiades (?)                             | |
| 147-146 a. C.             | Arconte                                  | La República romana toma control de Grecia..                                                                                           |
| 146-145 a. C.             | Epicrates                                | |
| 145-144 a. C.             | Metrofanes                               | Epigenes es tesmotete |
| 144-143 a. C.             | Hermias (?)                              | |
| 143-142 a. C.             | Teeteto                                  | |
| 142-141 a. C.             | Aristofon                                | |
| 141-140 a. C.             | Pleisteno (?)                            | |
| 140-139 a. C.             | Hagnoteo                                 | Menecrates es tesmotete. |
| 139-138 a. C.             | Apolodoro                                | |
| 138-137 a. C.             | Timarco                                  | |
| 137-136 a. C.             | Heraclito                                | Dionisio es tesmotete. |
| 136-135 a. C.             | Timárquides                              | |
| 135-134 a. C.             | Dionisio                                 | Theolito es tesmotete |
| 134-133 a. C.             | Nicómaco                                 | |
| 133-132 a. C.             | Xenón                                    | |
| 132-131 a. C.             | Ergocles                                 | |
| 131-130 a. C.             | Epicles                                  | Gorgilo es tesmotete. |
| 130-129 a. C.             | Demostrato                               | |
| 129-128 a. C.             | Licisco                                  | |
| 128-127 a. C.             | Dionisio                                 | |
| 127-126 a. C.             | Teodorides                               | Sosícrates es tesmotete. |
| 126-125 a. C.             | Diotimo                                  | |
| 125-124 a. C.             | Jason                                    | Atenodoro es tesmotete. |
| 124-123 a. C.             | Nicias (muerto) Isigenes                 | |
| 123-122 a. C.             | Demetrio                                 | |
| 122-121 a. C.             | Nicodemo                                 | Epigenes es tesmotete. |
| 121-120 a. C.             | Focion (?)                               | Euandros es posiblemente un tesmotete.                                                                                                 |
| 120-119 a. C.             | Eumaco                                   | |
| 119-118 a. C.             | Hiparco                                  | |
| 118-117 a. C.             | Leneo                                    | Isidoro es tesmotete. |
| 117-116 a. C.             | Menoites                                 | |
| 116-115 a. C.             | Sarapion                                 | Sofocles es tesmotete. |
| 115-114 a. C.             | Nausias                                  | |
| 114-113 a. C.             | Pleistaeno                               | |
| 113-112 a. C.             | Paramono                                 | |
| 112-111 a. C.             | Dionisio                                 | Lamio es tesmotete. |
| 111-110 a. C.             | Sosicrates                               | |
| 110-109 a. C.             | Policleito                               | |
| 109-108 a. C.             | Jason                                    | Epifanes es tesmotete. |
| 108-107 a. C.             | Demócares                                | |
| 107-106 a. C.             | Aristarco                                | Telestes es tesmotete. |
| 106-105 a. C.             | Agatocles                                | Eucles es tesmotete. |
| 105-104 a. C.             | Heraclides                               | |
| 104-103 a. C.             | Diocles (?)                              | |
| 103-102 a. C.             | Teocles                                  | |
| 102-101 a. C.             | Equécrates                               | |
| 101-100 a. C.             | Medeio                                   | Filion es tesmotete |
| 100-99 a. C.              | Teodosio                                 | |
| 99-98 a. C.               | Procles                                  | |
| 98-97 a. C.               | Argeio                                   | |
| 97-96 a. C.               | Argeio                                   | |
| 96-95 a. C.               | Heraclito                                | |
| 95-94 a. C.               | Diocles (?)                              | |
| 94-93 a. C.               | Isócrates (?)                            | |
| 93-92 a. C.               | Callias                                  | |
| 92-91 a. C.               | Menedemos (?)                            | |
| 91-90 a. C.               | Medeio                                   | |
| 90-89 a. C.               | Medeio                                   | |
| 89-88 a. C.               | Medeio                                   | |
| 88-87 a. C.               | anarquía                                 | Aristion es nombrado tirano, a petición del rey Mitrídates VI del Ponto.                                                               |
| 87-86 a. C.               | Filantes                                 | Roma se anexiona Atenas. |
| 86-85 a. C.               | Hierofantes                              | Asesinato de Aristion por las tropas romanas.                                                                                          |
| 85-84 a. C.               | Pitocrito                                | |
| 84-83 a. C.               | Escreo (?)                               | Atenas es capturada por las tropas de Sila                                                                                             |
| 83-82 a. C.               | Seleuco (?)                              | |
| 82-81 a. C.               | Herecleodoro (?)                         | |
| 81-80 a. C.               | Apolodoro (?)                            | |
| 80-78 a. C.               | desconocido                              | |
| 78-77 a. C.               | Zenion (?)                               | |
| 77-75 a. C.               | desconocido                              | |
| 75-74 a. C.               | Esquines                                 | |
| 74-73 a. C.               | Desconocido                              | |
| 73-72 a. C.               | Nicetes (?)                              | |
| 72-71 a. C.               | desconocido                              | |
| 71-70 a. C.               | Aristoxeno (?)                           | |
| 70-69 a. C.               | Criton (?)                               | |
| 69-67 a. C.               | Desconocidos                             | |
| 67-66 a. C.               | Teóxeno (?)                              | |
| 66-65 a. C.               | Medeio (?)                               | |
| 65-62 a. C.               | Desconocidos                             | |
| 62-61 a. C.               | Aristeio                                 | |
| 61-60 a. C.               | Teofemo                                  | |
| 60-59 a. C.               | Herodes                                  | |
| 59-58 a. C.               | Leucio                                   | |
| 58-57 a. C.               | Califón                                  | |
| 57-56 a. C.               | Diocles                                  | |
| 56-55 a. C.               | Cointo                                   | |
| 55-54 a. C.               | Aristoxeno (o Aristodemo?)               | |
| 54-53 a. C.               | Zenón                                    | |
| 53-52 a. C.               | Diodoro                                  | |
| 52-51 a. C.               | Lisandro                                 | |
| 51-50 a. C.               | Lisiades                                 | |
| 50-49 a. C.               | Demetrio                                 | |
| 49-48 a. C.               | Demócares                                | |
| 48-47 a. C.               | Filócrates                               | |
| 47-46 a. C.               | Diocles                                  | |
| 46-45 a. C.               | Apolexis                                 | |
| 45-44 a. C.               | Policarmo                                | |
| 44-43 a. C. o 43-42 a. C. | Diocles Azenieo                          | |
| 42-41 a. C.               | Eutidomo                                 | |
| 41-40 a. C.               | Nicandro                                 | |
| 40-39 a. C.               | Filostrato                               | |
| 39-38 a. C.               | Diocles Meliteo                          | |
| 38-37 a. C.               | Menandro                                 | |
| 37-36 a. C.               | Teopites                                 | |
| 36-35 a. C.               | Asclepiodoro                             | |
| 35-34 a. C.               | Desconocido                              | |
| 34-33 a. C.               | Pammenes (?)                             | |
| 33-32 a. C.               | Cleidamo (?)                             | |
| 32-31 a. C.               | Epicrates (?)                            | |
| 31-30 a. C.               | Policleto Flieo (?)                      | |
| 30-29 a. C.               | Arquitemo (?)                            | |
| 29-26 a. C.               | Desconocidos                             | |
| 26-25 a. C.               | Dioteimo Alaieo                          | |
| 25-21 a. C.               | desconocido                              | |
| 21-20 a. C.               | Demeas Azenieo                           | |
| 20-19 a. C.               | Apolexis                                 | |
| 19-16 a. C.               | Desconocidos                             | |
| 16-15 a. C.               | Pitágoras                                | |
| 15-14 a. C.               | Antíoco                                  | |
| 14-13 a. C.               | Poliaino                                 | |
| 13-12 a. C.               | Zenón                                    | |
| 12-11 a. C.               | Leonides                                 | |
| 11-10 a. C.               | Teófilo                                  | |
| 10-9 a. C.                | Desconocidos                             | |
| 9-8 a. C.                 | Nicias Atmoneo (?)                       | |
| 8-7 a. C.                 | Democares Azanieo (?)                    | |
| 7-6 a. C.                 | Desconocido                              | |
| 6-5 a. C.                 | Xenón Flieo (?)                          | |
| 5-4 a. C.                 | Apolexis Filocratoo ex Oiou (?)          | |
| 4-3 a. C.                 | Aristodemo (?)                           | |
| 3-2 a. C.                 | Nicóstrato (?)                           | |
| 2-1 a. C.                 | Demócares Azenio (?)                     | |
| 1 a. C.-1                 | Anaxágoras (?)                           | |
| 1-2                       | Areio Paianieo (?)                       | |
| 2-3                       | Cedeides (?)                             | |
| 3-4                       | Menneas (?)                              | |
| 4-5                       | Poliaino Maratonio (?)                   | |
| 5-6                       | Policarmo Azenio (?)                     | |
| 6-7                       | Teófilo (?)                              | |
| 7-24                      | Desconocidos                             | |
| 24-25                     | Cármides                                 | |
| 25-26                     | Calicrátides                             | |
| 26-27                     | Pánfilo                                  | |
| 27-28                     | Temístocles Maratonio                    | |
| 28-29                     | Oinofilo                                 | |
| 29-30                     | Boetho                                   | |
| 30-36                     | Desconocidos                             | |
| 36-37                     | Rhoemetalcas el Joven                    | |
| 37-38                     | Polícrito                                | |
| 38-39                     | Zenon                                    | |
| 39-40                     | Secoundo                                 | |
| 40-46                     | Desconocidos                             | |
| 45-46                     | Antipatro el Joven Flieo                 | |
| 46-49                     | Desconocidos                             | |
| 49-50                     | Deinofilo                                | |
| 50-54                     | Desconocidos                             | |
| 53-54                     | Dionisodoro                              | |
| 54-55                     | Desconocido                              | |
| 55-56                     | Conon                                    | |
| 56-61                     | Desconocidos                             | |
| 61-62                     | Trasilo                                  | |
| 62-65                     | Desconocidos                             | |
| 64-65                     | Gaio Carreinas Secundo                   | |
| 65-66                     | Demostrato                               | |
| 66-91                     | Desconocidos                             | |
| 91-92                     | Domiciano                                | También emperador romano. |
| 92-93                     | Trevilio Rufo                            | |
| 93-94                     | Desconocido                              | |
| 94-95                     | Octavio Theion                           | |
| 95-96                     | Octavio Proclo                           | |
| 96-97                     | Aeolion                                  | |
| 97-98                     | Desconocido                              | |
| 98-99                     | Coponio Maximo Agnoösio                  | |
| 99-100                    | Lucio Vibullio Hiparco                   | |
| 100-101                   | Flavio Estratolao Filesio                | |
| 101-102                   | Claudio Demofilo                         | |
| 102-103                   | Flavio Sofocles Sounieo                  | |
| 103-104                   | Flavio Pinteno Gargottio                 | |
| 104-105                   | Flavio Conon Sounieo                     | |
| 105-107                   | Desconocidos                             | |
| 107-108                   | Flavio Alcibiades Paeanieo               | |
| 108-109                   | Julio Antíoco Filopapo (muerto) Laeliano | |
| 109-110                   | Casio Diógenes                           | |
| 110-111                   | Flavio Eufanes                           | |
| 111-112                   | Gayo Julio Casio Esteirieo               | |
| 112-113                   | Adriano                                  | Posteriormente emperador romano. |
| 113-114                   | Deëdio Secundo Esfettio                  | |
| 114-115                   | Desconocido                              | |
| 115-116                   | Publio Fulvio Mitrodoro Sounieo          | |
| 116-117                   | Flavio Macreano Acarneo                  | |
| 117-118                   | Desconocido                              | |
| 118-119                   | Maximo Agnoösio                          | |
| 119-126                   | Desconocidos                             | |
| 126-127                   | Claudio Herodes Maratonio                | |
| 127-128                   | Gayo Memmio Peisandro Coliteo            | |
| 128-131                   | Desconocidos                             | |
| 131-132                   | Claudio Filogeno Visseieo                | |
| 132-133                   | Claudio Domitiano Visseieo               | |
| 133-134                   | Desconocido                              | |
| 134-135                   | Antístenes                               | |
| 135-138                   | Desconocidos                             | |
| 138-139                   | Praxagoras Toricio                       | |
| 139-140                   | Flavio Alcibiades Paianieo               | |
| 140-141                   | Claudio Attalo Esfettio                  | |
| 141-142                   | Publio Aelio Fileas Meliteo              | |
| 142-143                   | Aelio Alejandro Falereo                  | |
| 143-144                   | Publio Aelio Vibullio Rufo               | |
| 144-145                   | Sillas                                   | |
| 145-146                   | Flavio Arriano                           | |
| 146-147                   | Tito Flavio Alcibiades                   | |
| 147-148                   | Soteles Filipo Estieoten                 | |
| 148-149                   | Lucio Nummio Ierocerix Falereo           | |
| 149-150                   | Quinto Alleio Epicteto                   | |
| 150-151                   | Aelio Ardis                              | |
| 151-152                   | Aelio Callicrates                        | |
| 152-153                   | Lucio Numio Menis Falereo                | |
| 153-154                   | Aelio Alejandro III                      | |
| 154-155                   | Praxágoras Meliteo                       | |
| 155-156                   | Popillio Teotimo Sounieo                 | |
| 156-157                   | Aelio Gelo II                            | |
| 157-158                   | Licomedes                                | |
| 158-159                   | Tito Aurelio Filemon Filades             | |
| 159-160                   | Tiberio Claudio Lisiades Meliteo         | |
| 160-161                   | Publio Aelio Temisón Pammenes Azenieo    | |
| 161-162                   | Lucio Memmio Toricio                     | |
| 162-163                   | Pompeyo Alejandro Acarneo                | |
| 163-164                   | Filistides Peiraieo                      | |
| 164-165                   | Pompeyo Daidoucho                        | |
| 165-166                   | Sexto Falereo                            | |
| 166-167                   | Marco Valerio Mamertino Maratonio        | |
| 167-168                   | Anarquía                                 | |
| 168-169                   | Tineio Pontico Besaieo                   | |
| 169-170                   | Anarquía                                 | |
| 170-171                   | Tiberio Memmio Flaco Maratonio           | |
| 171-172                   | Anarquía                                 | |
| 172-173                   | Biesio Peison Meliteo                    | |
| 173-174                   | Salustiano Eolion Flieo                  | |
| 174-175                   | Aurelio Dionisio                         | |
| 175-176                   | Claudio Heraclides Meliteo               | |
| 176-177                   | Aristoclides Peiraieo                    | |
| 177-178                   | Escribonio Capiton (?)                   | |
| 178-179                   | Flavio Estratolao Filasio                | |
| 179-180                   | Atenodoro Agripa Iteaio                  | |
| 180-181                   | Claudio Demostrato Meliteo               | |
| 181-182                   | Daedoucho                                | |
| 182-183                   | Marco Munatio Maximiano Ouopisco         | |
| 183-184                   | Domicio Aristaio Paionides               | |
| 184-185                   | Tito Flavio Sosigenes Palleneo           | |
| 185-186                   | Filoteimo Arcesidemou Eleusio            | |
| 186-187                   | Gayo Fabio Tisbiano Maratonio            | |
| 187-188                   | Tiberio Claudio Bradouas Ático Maratonio | |
| 188-189                   | Cómodo                                   | También emperador romano. |
| 189-190                   | Menogenes                                | |
| 190-191                   | Gayo Peinario Proclo Agnusio             | |
| 191-192                   | Desconocido                              | |
| 192-193                   | Gayo Helvidio Secundo Paleneo            | |
| 193-199                   | Desconocidos                             | |
| 199-200                   | Gayo Quinto Imero Maratonio              | |
| 200-203                   | Desconocidos                             | |
| 203-204                   | Gayo Casiano Esteirieo                   | |
| 204-209                   | Desconocidos                             | |
| 209-210                   | Flavio Diogenes Maratonio                | |
| 210-212                   | Desconocidos                             | |
| 212-213                   | Aurelio Dionisio Acarneo                 | |
| 213-220                   | Desconocidos                             | |
| 220-221                   | Tito Flavio (?) Filino                   | |
| 221-222                   | Aurelio Melpomeno Antinoeo               | |
| 222-230                   | Desconocidos                             | |
| 230-231                   | Casiano Hierocerix Esteirieo             | |
| 231-233                   | Desconocidos                             | |
| 233-234                   | Vib. Lisandro                            | |
| 234-235                   | Epícteto Acarneo                         | |
| 235-240                   | Desconocidos                             | |
| 240-241                   | Casiano Filipo Esteirieo                 | |
| 241-254                   | Desconocidos                             | |
| 254-255                   | Lucio Flavio Filustrato Esteirieo        | |
| 255-262                   | Desconocidos                             | |
| 262-263                   | Publio Herennio Dexipo (?)               | ¿También basileus? |
| 263-264                   | Desconocido                              | |
| 264-265                   | Galieno                                  | También emperador romano. |
| 265-274                   | Desconocidos                             | |
| 274-275                   | Tito Flavio Mondon Flieo                 | |

Tito Flavio Mondon Flieo fue el último arconte conocido. Tras él, el puesto fue probablemente abolido.

### Antigua
De las obras antiguas, los libros son citados con números romanos y capítulos y/o párrafos con arábigos. Entre paréntesis aparecen el apellido del traductor o editor, año y página de la edición moderna citada.
- Aristóteles. Constitución de los atenienses (fragmentos). En García Valdés, Manuela (1984). Aristóteles. La Constitución de Atenas. Madrid: Editorial Gredos.
- Aristóteles. Política. En García Valdés, Manuela (1988). Aristóteles. Política. Madrid: Editorial Gredos. ISBN 84-249-1283-7.
- Jerónimo. Crónica de Eusebio. En Pearse, Roger (2005). The Chronicle of St. Jerome (en inglés). s/i: Tertullian.
- Pausanias. Descripción de Grecia. Libro I. En Jones, W. H. S.; Ormerod, H. A.; Wycherley, Richard Ernest (1918). Pausanias Description of Greece (en inglés) 1. Cambridge: Harvard University Press.

### Moderna
- Adkins, Lesley; Roy, A. (1997). Handbook to Life in Ancient Greece (en inglés). Nueva York: Oxford University Press. ISBN 0-19-512491-X.
- Dinsmoor, William Bell (1966). The Archons of Athens in the Hellenistic Age (en inglés). Cambridge: A. M. Hakkert.
- Dinsmoor, William Bell (1974). The Athenian Archon List in the Light of Recent Discoveries (en inglés). Nueva York: Columbia University Press. ISBN 0-8371-4735-2.
- Fox, Robin Lane (2006). The Classical World: An Epic History from Homer to Hadrian (en inglés). Nueva York: Basic Books. ISBN 0-465-02496-3.
- Hamel, Debra (1998). Athenian Generals: Military Authority in the Classical Period (en inglés). Leiden: Koninklijke Brill.
- Harding, Phillip (2007). The Story of Athens: The Fragments of the Local Chronicles of Attika (en inglés). Nueva York. ISBN 9781134304479.
- Lacey, W. K. (1968). The Family in Classical Greece (en inglés). Ithaca: Cornell University Press.

- Datos: Q357829